# Europa Wolności i Demokracji Bezpośredniej
Europa Wolności i Demokracji Bezpośredniej (ang. Europe of Freedom and Direct Democracy, EFDD) – grupa polityczna w Parlamencie Europejskim VIII kadencji, powołana w 2014.
EFDD powstała po wyborach europejskich z 2014. W VIII kadencji PE pierwotnie przystąpiło do niej 48 deputowanych z 7 krajów. Głównymi ugrupowaniami zostały Partia Niepodległości Zjednoczonego Królestwa i włoski Ruch Pięciu Gwiazd. Nawiązywała nazwą do funkcjonującej w poprzedniej kadencji frakcji Europa Wolności i Demokracji, jednak z dawnej EFD do nowej grupy przystąpili tylko przedstawiciele UKIP i litewskiego Porządku i Sprawiedliwości. Jej współprzewodniczącymi zostali Brytyjczyk Nigel Farage i Włoch David Borrelli. W październiku 2014, po wystąpieniu z grupy europosłanki Ivety Grigule z Łotwy, grupa rozpadła się, gdyż w jej składzie brakowało przedstawicieli z siedmiu różnych państw członkowskich. W tym samym miesiącu została jednak reaktywowana dzięki przystąpieniu do niej polskiego posła Roberta Iwaszkiewicza (dotychczas niezrzeszonego). W styczniu 2017 samodzielnym przewodniczącym został Nigel Farage.
Grupa nie została reaktywowana po wyborach europejskich w 2019.